# Serghei Rogaciov
Serghei Rogaciov (ros. Сергей Иванович Рогачёв, Siergiej Iwanowicz Rogacziow; ur. 20 maja 1977 roku w Glodeni, Mołdawska SRR) – mołdawski piłkarz, występujący na pozycji napastnika, reprezentant Mołdawii.

## Kariera piłkarska

### Kariera klubowa
W wieku 8 lat zapisał się do Szkoły Piłkarskiej. W 1993 rozpoczął karierę piłkarską w klubie Cristalul Făleşti, skąd w następnym roku przeszedł do Olimpii Bielce. W sezonie 1996/97 rozegrał 2 mecze w składzie Constructorul Kiszyniów, ale szybko wrócił do Olimpii. Ogółem w sezonie zdobył 35 bramek в 28 meczach, w ostatniej kolejce strzelając 6 goli w meczu z Locomotivą Basarabeasca (6:6). Podczas przerwy zimowej sezonu 1997/98 przeszedł do Sheriffa Tyraspol. Latem 2000 wyjechał do Rosji, gdzie został piłkarzem klubu Saturn Ramienskoje. W latach 2006–2007 bronił barw kazachskiego FK Aktöbe, po czym przeniósł się do Urału Jekaterynburg. Na początku 2009 ponownie wrócił do Olimpii Bielce, a w drugiej połowie roku występował w kazachskim klubie Wostok Öskemen. W lutym 2010 podpisał kontrakt z Dinamem Petersburg.

### Kariera reprezentacyjna
W 1996 debiutował w narodowej reprezentacji Mołdawii. Łącznie rozegrał 52 meczów i strzelił 9 goli.

## Sukcesy i odznaczenia

### Sukcesy klubowe
- wicemistrz Mołdawii: 1999/00
- wicemistrz Kazachstanu: 2006
- mistrz Kazachstanu: 2007

### Sukcesy indywidualne
- król strzelców Divizia Națională: 1996/97, 1998/99, 1999/00
- wicekról strzelców Rosyjskiej Wysszej diwizji: 2001 (14 goli)